# Lactobacillus acidophilus
Lactobacillus acidophilus (ацидофільна паличка) — один з видів бактерій роду Lactobacillus. Ця бактерія викоростовується в промисловості разом з Streptococcus salivarius і Lactobacillus delbrueckii ssp. bulgaricus для виготовлення ацидофільного молока.
Lactobacillus acidophilus отримав свою родову назву від лат. lacto- — «молоко» і -bacillus — «паличка» та видову назву від acid — «кислота» та «philus» — «любити». Ця бактерія виживає в кисліших середовищах, ніж пов'язані види (pH 4-5 або менше) та оптимально росте за температурою близько 30 градусів Цельсія. L. acidophilus природно зустрічається в травному тракті і вагіні людини і деяких інших ссавців. L. acidophilus ферментує лактозу до молочної кислоти, подібно до багатьох інших (хоча і не всіх) молочнокислих бактерій. Деякі споріднені види виробляють етанол, діоксид вуглецю та оцтову кислоту, проте L. acidophilus є гомоферментативним організмом, що виробляє лише молочну кислоту. Як і більшість бактерій, L. acidophilus може бути вбитий нагріванням, вологістю або прямим сонячним світлом.